# ルーファス・トーマス
ルーファス・トーマス（Rufus Thomas、1917年3月17日 - 2001年12月15日）は、アメリカ合衆国のソウル歌手、ファンク・ミュージシャン、作曲家。娘はカーラ・トーマス。

## 経歴
サンやスタックスなどのレコード・レーベルに所属。1963年にBillboard Hot 100で10位を記録した「犬も歩けば」や「ドゥ・ザ・ファンキー・チキン」などのヒット曲で知られる。映画『ワッツタックス/スタックス・コンサート』で「ブレイクダウン」と「ドゥ・ザ・ファンキー・チキン」を披露している。
2001年12月15日に心不全により、メンフィスの病院にて死去。84歳没。

## ディスコグラフィ

### アルバム
- 『犬も歩けば』 - Walking the Dog (1963年、Stax)
- 『ファンキー・チキン』 - Do the Funky Chicken (1970年、Stax)
- 『ライヴ! ドゥーイング・ザ・プッシュ&プルアット・PJズ』 - Doing The Push and Pull at PJ's (1970年、Stax)
- Did You Heard Me? (1972年、Stax)
- 『クラウン・プリンス・オブ・ダンス』 - Crown Prince of Dance (1973年、Stax)
- If There Were No Music (1977年、Avi)
- It Aint Getting Older (1978年、Avi)
- 『ザット・ウーマン・イズ・ポイズン』 - That Woman Is Poison (1988年、Alligator)
- Blues Thang! (1996年、Sequel/Castle)
- The Best of Rufus Thomas: Do the Funky Somethin' (1996年、Rhino) ※コンピレーション
- Rufus Live! (1997年、Ecko) ※1996年ライブ録音。サザン・クロスロード・フェスティバル、アトランタにて収録
- Swing Out with Rufus Thomas (2000年、High Stacks)
- Just Because I'm Leavin' (2005年、Segue) ※没後に発売